# Stenochiridae
Stenochiridae è una famiglia di crostacei estinti, appartenenti ai decapodi.

## Tassonomia
La famiglia comprende cinque generi:
- Chilenophoberus Chong and Forster, 1976
- Palaeophoberus Glaessner, 1932
- Pseudastacus Oppel, 1861
- Stenochirus Oppel, 1861
- Tillocheles Woods, 1957